# David Airapetián
David Valérievich Airapetián –en ruso, Давид Валерьевич Айрапетян– (Bakú, URSS, 26 de septiembre de 1983) es un deportista ruso, de origen armenio, que compitió en boxeo.
Participó en dos Juegos Olímpicos de Verano, en los años 2008 y 2012, obteniendo una medalla de bronce en Londres 2012, en el peso minimosca. Ganó dos medallas en el Campeonato Mundial de Boxeo Aficionado, plata en 2009 y bronce en 2011, y dos medallas de oro en el Campeonato Europeo de Boxeo Aficionado, en los años 2006 y 2013.

## Palmarés internacional
| Juegos Olímpicos   | Juegos Olímpicos      | Juegos Olímpicos  | Juegos Olímpicos |
| Año                | Lugar                 | Medalla           | Categoría        |
| ------------------ | --------------------- | ----------------- | ---------------- |
| 2012               | Londres (Reino Unido) | Medalla de bronce | 49 kg            |
| Campeonato Mundial |                       |                   |                  |
| Año                | Lugar                 | Medalla           | Categoría        |
| 2009               | Milán (Italia)        | Medalla de plata  | 48 kg            |
| 2011               | Bakú (Azerbaiyán)     | Medalla de bronce | 49 kg            |
| Campeonato Europeo |                       |                   |                  |
| Año                | Lugar                 | Medalla           | Categoría        |
| 2006               | Plovdiv (Bulgaria)    | Medalla de oro    | 48 kg            |
| 2013               | Minsk (Bielorrusia)   | Medalla de oro    | 49 kg            |